# Hans Maier (Ruderer)
Hans Maier (* 13. Juni 1909 in Mannheim; † 6. März 1943 an der Mareth-Linie in Tunesien) war ein deutscher Ruderer, der an drei Olympischen Spielen teilnahm und zwei Medaillen gewann.

## Leben
Hans Maier ruderte beim Mannheimer Ruderverein Amicitia von 1876 unter dem Trainer Fritz Gwinner. Von 1928 bis 1931 siegte der Mannheimer Achter viermal in Folge bei der Deutschen Meisterschaft. Bei den Olympischen Spielen 1928 belegte der Achter den fünften Platz. Von 1929 bis 1931 gewannen vier Ruderer aus dem Achter jeweils auch die Deutsche Meisterschaft im Vierer ohne Steuermann, neben Hans Maier waren Karl Aletter und Ernst Gaber in allen drei Jahren dabei, während 1931 Walter Flinsch die Position von Hermann Herbold übernahm. Auch bei den Olympischen Spielen 1932 traten Aletter, Gaber, Flinsch und Maier im Vierer an und gewannen die Silbermedaille hinter dem britischen Boot um Jack Beresford. 1933 gewannen Karl Aletter, Ernst Gaber, Hans-Wolfgang Heidland und Hans Maier noch einmal die Deutsche Meisterschaft und belegten zusammen mit Karl Batz den zweiten Platz im Vierer mit Steuermann. Drei Jahre später gewann eine Mannheim-Ludwigshafener Renngemeinschaft mit Hans Maier, Walter Volle, Ernst Gaber, Paul Söllner (Ludwigshafener RV) und Steuermann Fritz Bauer den deutschen Meistertitel im Vierer mit. Bei den Olympischen Spielen 1936 siegten die deutschen Boote in fünf von sieben Bootsklassen, darunter auch der Vierer mit Steuermann, der mit acht Sekunden Vorsprung auf das Boot aus der Schweiz gewann.
Hans Maier fiel im Zweiten Weltkrieg bei den Kämpfen an der Mareth-Linie in Tunesien.